# آئورون
آئورون(نام علمی: Aorun) نام یک سرده از شاخه طنابداران است.